# Moema (São Paulo)
Pour les articles homonymes, voir Moema (homonymie).
Moema est un district situé dans la zone sud de la municipalité de São Paulo. Anciennement appelé Indianópolis, il a connu une grande croissance immobilière dans les années 1970 et, encore aujourd'hui, il continue d'attirer les investissements, étant considérée comme une région noble de la ville. Moema est en tête du classement de l'indice de développement humain dans la municipalité (0,961), selon les données de l'année 2000, et a le deuxième revenu mensuel moyen le plus élevé des ménages de la ville, étant dépassé seulement par Morumbi. 
Dans le district de Moema se trouve le parc d'Ibirapuera, l'un des plus grands de la ville et considéré comme l'une des cartes postales les plus représentatives de São Paulo, ouvert en 1954. Ainsi que les quartiers d'Indianópolis, Jardim Lusitânia, qui fait partie des quartiers de Paraíso et de Vila Nova Conceição, qui ont actuellement le mètre carré le plus cher de la ville. Dans le district voisin, Campo Belo, se trouve l'aéroport de Congonhas, le plus fréquenté du Brésil.

## Toponyme
Le toponyme "Moema" est une référence au personnage, éventuellement fictif, du poème Caramuru, de Santa Rita Durão, classique de la littérature arcadienne brésilienne écrite en 1781. Le nom du personnage, à son tour, correspond à l'ancien Tupi mo'ema, qui signifie "mensonge" (dans le poème, Moema était l'amant rejeté par le personnage principal, Diogo Álvares, représentant ainsi le faux amour, par opposition au véritable amour, représenté par l'épouse de Diogo, Catarina Paraguaçu).

## Histoire

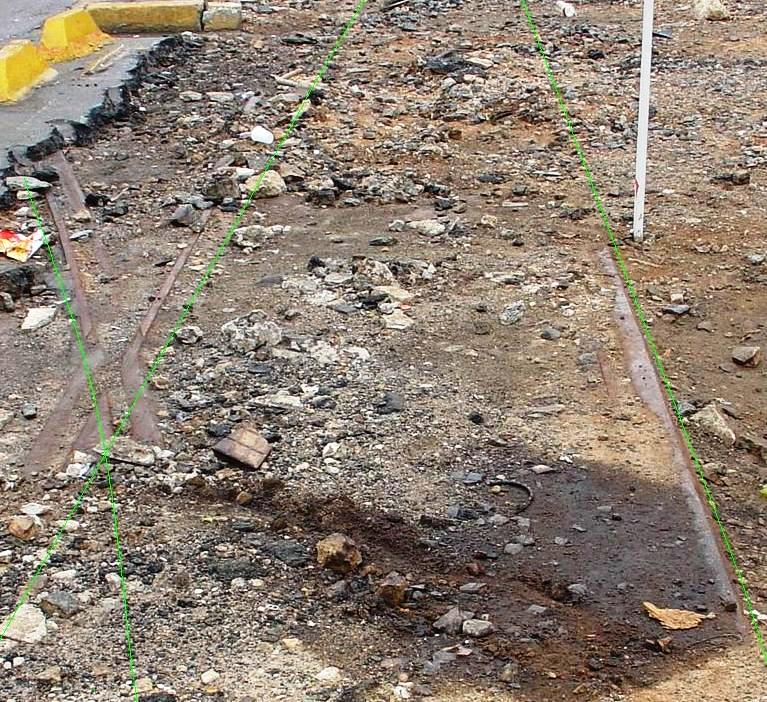
Rails de tramway découvertes à Moema. Photo de 2004.

La région qui correspond à l'actuel district de Moema était une zone, selon les premiers documents de la région, de grandes chácaras (fermes) qui ont accueilli des immigrants anglais et allemands à partir de 1880. Sa croissance économique et démographique a été lente, ainsi que celle des autres quartiers qui l'entourent. Le lotissement, d'une superficie de 4 424 571 mètres carrés (184 boisseaux), a commencé en mai 1913 par Fernando Arens Jr. Malgré cela, en 1920, Moema ne comptait qu'environ 4 000 habitants. Les signes de croissance les plus significatifs se sont produits dans les années 1960 sous l'administration du maire Faria Lima, lorsque la mairie a retiré les tramways qui venaient de Vila Mariana et se terminaient à la gare de Moema, où les passagers ont pris le tram qui allait de la gare de Moema à Santo Amaro (il y avait deux lignes différentes, dont les extrémités n'étaient qu'à quelques mètres l'une de l'autre), pavé le chantier central et arborisé l'avenue Ibirapuera et la duplication de l'avenue Aracy (actuellement avenue Indianópolis).
La population a commencé à croître visiblement dans les années 1970, lorsque la région était utilisée par des entreprises de construction qui investissaient dans son climat agréable, ses terrains plats et ses grandes parcelles à bas prix. Les nouvelles possibilités ont attiré de nombreux résidents dans la région en développement rapide. En 1976, le Shopping Ibirapuera a été inauguré, l'un des plus grands et des plus anciens du pays.
La région de Moema n'a eu ce nom qu'en 1987. C'est l'année où les habitants de la région ont décidé de signer une pétition pour changer le nom du quartier, jusqu'alors appelé "Indianópolis" - qui n'a pas été très bien acceptée par la population. Le maire de la ville de l'époque, Jânio Quadros, a répondu à la demande des habitants et le quartier (actuellement district) s'appelle depuis lors Moema. Cependant, le quartier d'Indianópolis, qui fait partie du district, conserve toujours l'ancienne désignation du district.
En 2018, le district a commencé à être desservi par le métro de São Paulo avec l'extension de la ligne 5 - Lilas, avec les stations Eucaliptos, Moema et AACD-Servidor.

## Districts limitrophes
- Jardim Paulista (Nord)
- Vila Mariana (Nord-est)
- Saúde (Est)
- Campo Belo (Sud)
- Itaim Bibi (Ouest)

## Districts à proximité
- Jabaquara
- Morumbi
- Pinheiros
- Santo Amaro
- Ipiranga
- Liberdade
- Bela Vista
- Consolação

## Caractéristiques

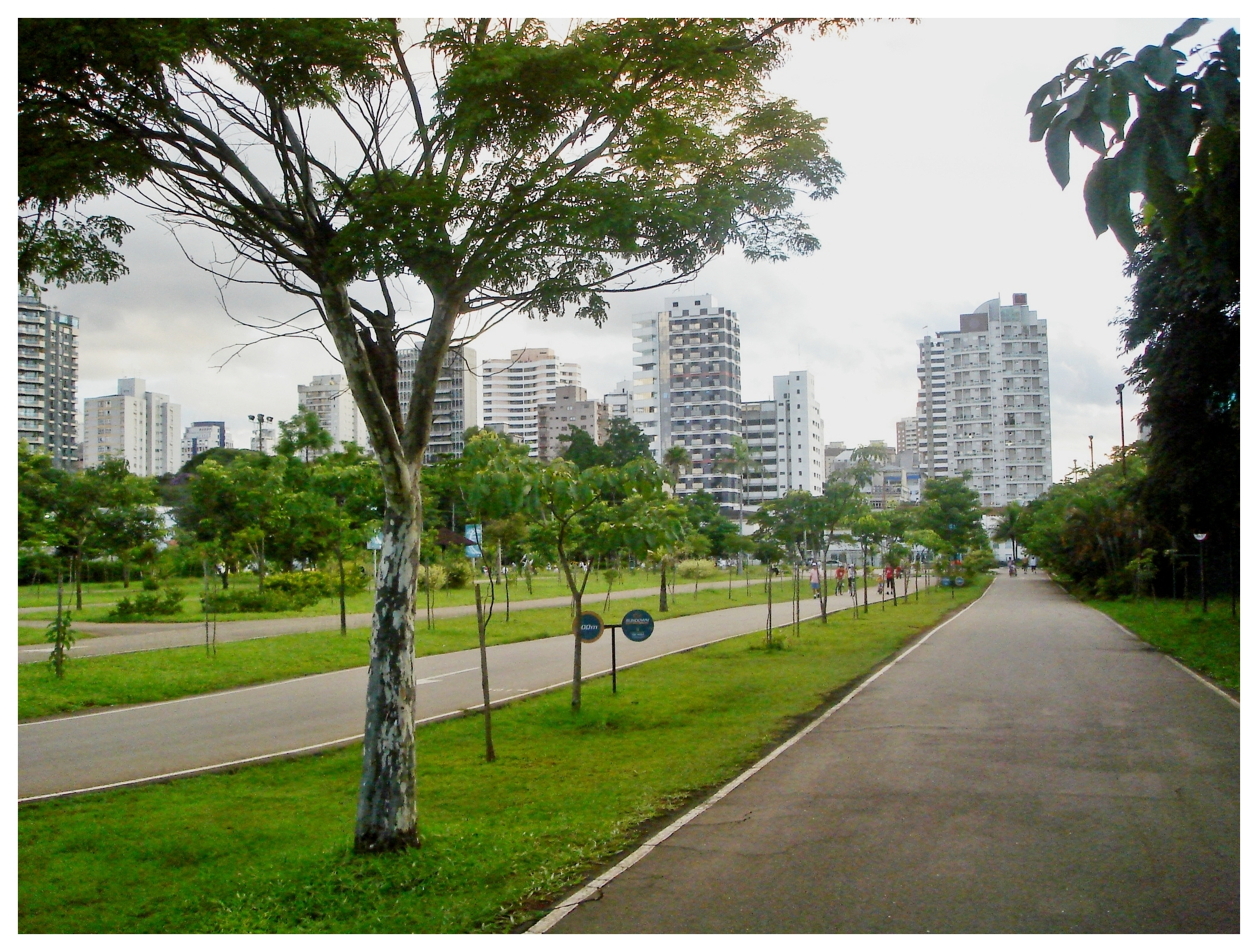
Parc des Bicyclettes. Moema (côté "Indiens") en arrière-plan. Mars 2008.

Dans le domaine de la culture et des sports, il est possible de mentionner le parc Ibirapuera, l'un des endroits les plus fréquentés par la population de toute la ville pour les sports de plein air. Les sports les plus pratiqués sont la marche, le cyclisme, ainsi que des sports plus jeunes comme le skateboard. La culture est un autre point de repère majeur du parc, qui abrite les musées d'art moderne et contemporain, de l'aéronautique et du folklore, en plus d'accueillir des événements majeurs tels que la Biennale de São Paulo et plus récemment la Fashion Week de São Paulo. C'est périodiquement le théâtre d'expositions grandioses.
Il y a le centre sportif Ibirapuera Mané Garrincha, qui propose également des activités culturelles et sportives. Le centre prend actuellement en charge des activités telles que la gymnastique, la natation, le tennis et une salle de sports multisports pour le volley-ball, le futsal et le basket-ball. Au même endroit, il y a des activités culturelles et une aire de jeux réalisées en partenariat avec l'hospital do Servidor Público Estadual.
Un autre parc situé dans la région de Moema est le Parc das Bicyclettes, d'une superficie totale de 20 000 mètres carrés, piste cyclable, zone pour patins, skateboard, trottinette, sentier de randonnée, zone de loisirs et kiosque. En plus des 3 mille mètres de pistes pavées au milieu d' ipés, de pitangueiras et de palmiers, le Parc des Bicyclettes dispose d'un porte-vélos et d'un lieu exclusif pour que les parents apprennent à leurs enfants à faire du vélo.
Moema a l'une des vies nocturnes les plus animées de la ville.
Dans le quartier d'Indianópolis, à l'est de l'avenue Ibirapuera, les routes dans la direction est-ouest portent le nom de tribus d'Indiens de la région sud-est du Brésil, et les routes dans la direction nord-sud, des noms indigènes d'arbres. À Ibirapuera, à l'ouest de l'avenue, les rues portent le nom d'oiseaux.